# Bruchus flavicornis
Bruchus flavicornis là một loài bọ cánh cứng trong họ Bruchidae. Loài này được Fabricius miêu tả khoa học năm 1792.